# Ilie Bolojan
Ilie Gavril Bolojan (Vadu Crișului, 17. ožujka 1969.) rumunjski je političar koji je obnašao dužnost privremenog predsjednika Rumunjske od 12. veljače 2025. do 26. svibnja 2025.